# Synopsyllus fonquernii
Synopsyllus fonquernii är en loppart som beskrevs av Wagner et Roubaud 1932. Synopsyllus fonquernii ingår i släktet Synopsyllus och familjen husloppor. Inga underarter finns listade i Catalogue of Life.